# 꼬마나비 거라니
《꼬마나비 거라니》는 대한민국의 제작 3D 애니메이션이다.

## 등장인물
뽀로로같은 캐릭터들 처럼 말을 한다.

### 캐릭터
시즌1기에서 등장하는 캐릭터다.
- 거라니 나비 1화에서 등장하는 캐릭터. 꼬마나비 거라니의 주인공이다.
- 자리 잠자리 1화에서 등장하는 캐릭터. 거라니와 똑같이 주인공이다.
- 장풍이 장수풍뎅이 1화에서 등장하는 캐릭터. 서브 주인공.
- 사라니 사슴벌레 1화에서 등장하는 캐릭터. 서브 주인공.
- 맴니 매미 5화에서 등장하는 캐릭터. 힘든걸 싫어하는 서브 주인공. 존댓말 캐릭터.
- 라거마 메뚜기 3화에서 등장하는 캐릭터. 폴짝폴짝 재빠른 요리사 캐릭터.
- 두리 사마귀 1화에서 등장하는 캐릭터. 친구들의 발명왕이다.
- 아라 벌 4화에서 등장하는 존댓말 캐릭터.꿀을 좋아하는 캐릭터.
- 무당버리 무당벌레 3화에서 등장하는 캐릭터.
- 쇠똥이 쇠똥구리 2화에서 등장하는 캐릭터. 똥을 좋아한다.
- 파린 파리 2화에서 등장하는 캐릭터.
- 모긴 모기 3화에서 등장하는 존댓말 캐릭터. 피는 빨지 않는 착한 캐릭터.
- 타이탄 개미 5화에서 등장하는 캐릭터 성별은 남성
- 반디루 반딧불 7화에서 등장하는 캐릭터. 청소를 도와준다.
- 하느리 하늘소 6화에서 등장하는 존댓말 캐릭터. 자동차 운전을 한다.

### 주역
15화에서 등장하는 무시무시한 악당들이다.
- 거미킹 거미 악당들의 발명왕이다.
- 전갈맨 전갈 거미킹의 부하. 존댓말 캐릭터.[1]
- 지네퀸 지네 거미킹의 연인. 성별은 여자.

## 목소리 출연

### 한국
- 정선혜 : 거라니
- 홍범기 : 자리,장풍이,맴니[2]
- 양정화 : 사라니,라거마,아라
- 남도형 : 쇠똥이
- 전태열 : 파린
- 신용우 : 두리,모긴
- 이지현 : 타이탄
- 김정호 : 반디루
- 소연 : 하느리
- 엄상현 : 거미킹
- 김율 : 지네퀸
- 정재헌 : 전갈맨
- 정혜원 : 해설

### 일본
- 토다 게이코 : 거라니,사라니,라거마,타이탄
- 마스오카 히로시 : 자리,장풍이,쇠똥이,파린,두리,모긴
- 사쿠마 레이 : 아라,지네퀸
- 타케오 토모하루 : 맴니,반디루,거미킹
- 야마데라 코이치 : 하느리
- 츠루 히로미 : 해설
- 야오 카즈키 : 전갈맨

## 에피소드

### 시즌 1
| 회차 | 방송 일자  | 제목                 | 첫 등장한 캐릭터               |
| 1화  | 2025년 7월 | 곤충 마을친구들 안녕 | 거라니,자리,장풍이,사라니,두리 |
| 2화  | 2025년 7월 | 새친구 파린과 쇠똥이 | 쇠똥이,파린                    |
| 3화  | 2025년 7월 | 내 이름은 무당버리   | 무당버리                       |
| ---- | ---------- | -------------------- | ------------------------------ |